# Coupe des clubs champions européens féminine de handball 1961-1962
Navigation
Coupe des clubs champions 1960-1961 Coupe des clubs champions 1962-1963
La Coupe des clubs champions européens féminin de handball 1961–1962 est la 2e édition de la plus grande compétition européenne des clubs de handball féminin, organisée par l’IHF. Seuls sept nations représentées par huit clubs ont pris part à ce championnat. 
Elle s'est tenue de novembre 1961 au 1er avril 1962. La différence avec la saison dernière, c'est que l'Union soviétique n'a bénéficié d'aucune place. La Roumanie a donc récupéré un deuxième ticket et a été représentée par le champion en titre, le Știința Bucarest ainsi que le champion national, le Rapid Bucarest. Les deux formations roumaines se sont affrontées en quarts de finale ce qui a donné la première rencontre opposant deux clubs d'une même nation. 
C'est finalement le club tchécoslovaque du Sparta Prague qui a remporté cette compétition. Ce match gagné face à l'ORK Belgrade reste le seul titre d'une équipe de Tchécoslovaquie en C1.

## Participants
| Équipe                   | Titre                           |
| ------------------------ | ------------------------------- |
| Danubia Vienne           | Champion d'Autriche             |
| BSG Lokomotive Rangsdorf | Champion d'Allemagne de l'Est   |
| RSF Mulheim              | Champion d'Allemagne de l'Ouest |
| SNUC Nantes              | Champion de France              |
| KS Cracovie              | Champion du Pologne             |
| Știința Bucarest         | Champion d'Europe en titre      |
| Rapid Bucarest           | Champion de Roumanie            |
| Sparta Prague            | Champion de Tchécoslovaquie     |
| ORK Belgrade             | Champion de Yougoslavie         |

## Résultats

### Tour préliminaire
| Club           | Aller | Total   | Retour  | Club                     |
| -------------- | ----- | ------- | ------- | ------------------------ |
| Rapid Bucarest | 7 – 3 | 18 – 13 | 11 – 10 | BSG Lokomotive Rangsdorf |

### Quarts de finale
| Club             | Aller  | Total   | Retour | Club           |
| ---------------- | ------ | ------- | ------ | -------------- |
| Știința Bucarest | 10 – 8 | 14 – 12 | 4 – 4  | Rapid Bucarest |
| ORK Belgrade     | 3 – 4  | 10 – 9  | 7 – 5  | KS Cracovie    |
| RSF Mulheim      | 6 – 1  | 9 – 6   | 3 – 5  | Danubia Vienne |
| Sparta Prague    | 20 – 2 | 36 – 5  | 16 – 3 | SNUC Nantes    |

### Demi-finales
| Club             | Aller | Total   | Retour | Club          |
| ---------------- | ----- | ------- | ------ | ------------- |
| Știința Bucarest | 6 – 7 | 11 – 13 | 5 – 6  | ORK Belgrade  |
| RSF Mulheim      | 7 – 6 | 9 – 12  | 2 – 6  | Sparta Prague |

### Finale
| Club         | Aller | Total  | Retour | Club          |
| ------------ | ----- | ------ | ------ | ------------- |
| ORK Belgrade | 3 – 2 | 7 – 11 | 4 – 9  | Sparta Prague |

## Les championnes d'Europe
| Championne d'Europe - Coupe des clubs champions européens féminin de handball 1961-1962 Sparta Prague 2e titre |